# Otto Ruppersberg
Otto Albert Ruppersberg (* 8. März 1877 in Marburg; † 14. März 1951 in Einbeck) war ein deutscher Archivar.

## Leben und Wirken
Otto Ruppersberg legte 1895 seine Reifeprüfung am Königlichen Gymnasium zu Marburg ab. Bis 1900 studierte er anschließend Geschichte, Historische Hilfswissenschaften und Germanistik an den Universitäten Marburg und Berlin. Seit 1895 gehörte er der Burschenschaft Arminia Marburg an. 1903 promovierte er an der Eberhard Karls Universität Tübingen bei dem Verfassungs- und Wirtschaftshistoriker Georg von Below. Im gleichen Jahr trat er, zunächst als Volontär am Staatsarchiv Düsseldorf, in den Archivdienst ein. Von 1904 bis 1909 arbeitete er am Staatsarchiv Posen. 1909 wurde er Archivar am Stadtarchiv in Frankfurt am Main, 1922 als Nachfolger von Rudolf Jung Leiter des Stadtarchivs. 1925 wurde er zum Archivdirektor ernannt.
Ruppersberg war Vorsitzender des Frankfurter Geschichtsvereins und der Frankfurter Historischen Kommission sowie von 1929 bis 1938 Herausgeber des Archivs für Frankfurts Geschichte und Kunst. 1938 wurde er aus seinem Amt verabschiedet und zog sich nach Einbeck zurück, wo er nach dem Zweiten Weltkrieg zeitweilig als Kreisarchivpfleger wirkte.
Er verfasste zahlreiche Arbeiten über die Geschichte der Reichsstadt Frankfurt am Main.

## Schriften
(Quelle: )
- Die hessische Landsteuer bis zum Jahre 1567. Georgi, Bonn 1904 (Dissertation Universität Tübingen) (Digitalisat, mit Lebenslauf).
- (Hrsg.): Frankfurt. Das Buch der Stadt. Schulze, Frankfurt/M. 1927.
- Der Erbauer der goldenen Waage, Abraham von Hammel und seine Hinterlassenschaft. In: Schriften des Historischen Museums Frankfurt am Main, Bd. 4 (1928), S. 62–84.
- Hermann Grotefend als Frankfurter Stadtarchivar. In: Korrespondenzblatt des Gesamtvereins der Deutschen Geschichts- und Alterthumsvereine, Bd. 77 (1929), Sp. 255–258.
- (mit Harry Gerber): 100 Jahre Amerikanisches Generalkonsulat in Frankfurt am Main 1829–1929. Brönner, Frankfurt/M. 1929.
- Straßburg und die evangelischen Reichsstädte. Eine Frankfurter Flugschrift aus dem Jahre 1698. In: Elsaß-Lothringisches Jahrbuch, Bd. 8 (1929), S. 231–264.
- Landgraf Philipp der Großmütige und die Reichsstadt Frankfurt. In: Korrespondenzblatt des Gesamtvereins der Deutschen Geschichts- und Alterthumsvereine, Bd. 78 (1930), Sp. 161–172.
- (mit Harry Gerber und Louis Vogel): Der allgemeine Almosenkasten zu Frankfurt am Main 1531–1931. Frankfurt/M. 1931.
- Frankfurt und das Archiv des Reichskammergerichts. In: Hans Beschorner (Hrsg.): Archivstudien. Zum 70. Geburtstage von Woldemar Lippert. Baensch-Stiftung, Dresden 1931, S. 200–209.
- (mit Harry Gerber): Der Reichsfreiherr vom Stein und Frankfurt am Main. Adelmann, Frankfurt/M. 1931.
- Der Aufbau der reichsstädtischen Behörden. In: Heinrich Voelcker (Hrsg.): Die Stadt Goethes. Frankfurt am Main im 18. Jahrhundert. Hauserpresse, Frankfurt/M. 1932, S. 51–82.
- Frankfurt a. M. und das Reichskammergericht. In: Archiv für Frankfurts Geschichte und Kunst, Bd. 4 (1933), S. 81–106.
- Archive und Familienforschung. In: Korrespondenzblatt des Gesamtvereins der Deutschen Geschichts- und Alterthumsvereine, Bd. 82 (1934), Sp. 110–122.
- (mit Harry Gerber): 500 Jahre Frankfurter Stadtarchiv (= Mitteilungen aus dem Frankfurter Stadtarchiv, Bd. 1/2). Brönner, Frankfurt/M. 1936.
- Das Nürnberg-Frankfurter Geleit. In: Archiv für Frankfurts Geschichte und Kunst, Bd. 5 (1938), S. 11–32.